# Maurizio Buscaglia
Maurizio Buscaglia (nacido el 9 de abril de 1969 en Bari, Italia) es un entrenador italiano de baloncesto. Actualmente dirige al Victoria Libertas Pesaro de la Lega Basket Serie A.

## Trayectoria como entrenador
Comenzó su carrera en los banquillos dirigiendo a los equipos juveniles de dos clubes en Perugia y dos más en Bolonia, hasta que se le ofreció el puesto de entrenador en jefe para la temporada 1996-1997, con Piove di Sacco. Para la temporada 2001-02, comenzó como entrenador asistente de Bears Mestre en la Serie B (3ª División italiana), y más tarde fue nombrado primer entrenador del equipo.
En 2003 fue fichado por el Aquila Trento, de la Serie C1 (4a División italiana), donde permaneció hasta 2007, y logró un ascenso liguero a la Serie B en 2005.
Posteriormente volvió a Mestre, y luego al Perugia Basket, logrando muchos ascensos ligueros.
En 2010, volvió a ser primer entrenador del Aquila Trento al que dirigiría por 9 temporadas. 
En la temporada 2011-2012 logró el ascenso liguero a la Serie A2 (2ª División italiana). En la temporada 2013-14, ganó la Copa LNP de Italia (Copa de Italia de segunda división) y, en el mismo año, logró un ascenso de liga a la Lega Basket Serie A por primera vez.
Al final de la temporada 2014-15 de la Lega Basket Serie A, su equipo terminó la temporada regular en cuarto lugar y fue nombrado Entrenador del Año de la Liga Italiana. 
La temporada de la EuroCup 2015-16 fue su debut en competición europea con el Aquila Trento, y al final de la competición, fue nombrado Entrenador del Año de la EuroCup.
El 22 de julio de 2019, Buscaglia firmó un contrato para convertirse en el entrenador de la Selección de baloncesto de Holanda, por dos temporadas.
En 2019 firmó un contrato con Pallacanestro Reggiana de la Lega Basket Serie A, pero al final de la temporada 2019-20 decidió reemplazarlo por Antimo Martino.
El 1 de diciembre de 2020, Buscaglia  firmaría por el Germani Basket Brescia de la Lega Basket Serie A para reemplazar a Vincenzo Esposito.
El 1 de julio de 2021, firma como entrenador del Hapoel Holon de la Ligat Winner, para sustituir a Stefanos Dedas.
El 6 de enero de 2022, es destituido como entrenador del Hapoel Holon.
El 16 de marzo del mismo año es contratado como nuevo coach del Napoli Basket, en sustitución de Pino Sacripanti.
En septiembre de 2022, después del EuroBasket 2022, Buscaglia fue reelevado por Radenko Varagić al frente de la Selección de baloncesto de Holanda.
El 3 de enero de 2023, es destituido como entrenador del Napoli Basket.
El 16 de enero de 2023, firma como entrenador del Hapoel Eilat B.C. de la Ligat ha'Al.
El 22 de junio de 2023, firma por el Victoria Libertas Pesaro de la Lega Basket Serie A.

## Clubs como entrenador
- 1994–1995: Anzola Bologna
- 1995-1996: Salus Bologna
- 1996-2000: Piove di Sacco
- 2000-2002: Mestre (Asistente)
- 2002-2003: Mestre
- 2003-2007: Aquila Trento
- 2007-2008: Mestre
- 2009–2010: Perugia
- 2010–2019: Aquila Trento
- 2019–2020: Reggio Emilia
- 2019–2022: Selección de baloncesto de Holanda
- 2020-2021: Brescia Leonessa
- 2021-2022: Hapoel Holon
- 2022: Napoli Basket
- 2023: Hapoel Eilat B.C.
- 2023-actualidad:  Victoria Libertas Pesaro